# Edward Natapei
Edward Natapei (født 17. juli 1954 - død 28. juli 2015) er en vanuatisk politiker for Vanua'aku Pati. Han har i tre perioder været premierminister i Vanuatu og fungerede som landets præsident i marts 1999.
Natapei er uddannet ved Fiji Institute of Technology i Suva. Han blev første gang indvalgt i parlamentet i 1983. I 1991 var han i en kort periode Vanuatus udenrigsminister. Fra 1996 til 1999 var han parlamentspræsident. I 1999 blev Natapei valgt til leder i Vanua'aku Pati. Fra 2001 til 2004 var han premierminister. Han var fra 2005 til 2007 minister for infrastruktur og offentlige tjenester og fra 2007 til 2008 vicepremierminister og minister for offentlige tjenester.
Efter at Vanua'aku Pati vandt valget 2. september 2008 blev Natapei igen premierminister. Han blev siddende til december 2010, da han tabte et mistillidsvotum og måtte overgive premierministerposten til Sato Kilman. Efter at Natapei rejste spørgsmål om votumet var forenelig med grundloven fik han 16. juni 2011 premierministerposten tilbage, men måtte opgive den igen 26. juni da parlamentet på reglementeret vis valgte Sato Kilman til premierminister.